# 패시파이어
《패시파이어》(영어: The Pacifier)는 미국에서 제작된 애덤 섕크먼 감독의 2005년 가족 액션 코미디 영화이다. 빈 디젤 등이 출연하였고, 게리 바버 등이 제작에 참여하였다.

## 출연
- 빈 디젤
- 로런 그레이엄
- 브리트니 스노
- 맥스 테리옷
- 모건 요크
- 페이스 포드
- 크리스 포터
- 브래드 개릿
- 캐럴 케인
- 테이트 도너번

## 기타 제작진
- 배역: 로빈 D. 쿡, 빅토리아 토머스
- 미술: 린다 더세나
- 의상: 크리스토퍼 하개돈, 커스턴 리 맨